# Farscape (album)
Farscape is een muziekalbum waarop wordt samengewerkt door Klaus Schulze en Lisa Gerrard. Beiden spreken in het bijbehorende boekwerkje bewondering voor elkaars muziek uit; Schulze kent Lisa uit haar tijd van Dead Can Dance en Lisa kent Klaus al uit zijn tijd met Tangerine Dream. Het album is opgenomen in de privé-studio van Schulze in Hamburg. Gerrard zingt tekstloos en zingt in de trant hoe Schulze speelt. In tegenstelling tot de laatste albums van Schulze, zijn de tracks bijzonder lang. CD2 klinkt experimenteler dan CD1.
De meningen, uit de hoek van Schulze, zijn verdeeld. Het ene deel heeft liever dat hij terugkeert naar zijn elektronische tijd, het andere deel omarmt het experiment. De samenwerking werd voortgezet tijdens een aantal concerten, waarvan ook opnamen verschijnen; titel Rheingold.

## Composities
Allen van Schulze; Gerrard heeft op de bestaande opnamen van Schulze tekstloos ingezongen:
CD 1
1. "Liquid Coincidence 1" – 21:59
2. "Liquid Coincidence 2" – 30:51
3. "Liquid Coincidence 3" – 25:54

CD 2
1. "Liquid Coincidence 4" – 18:18
2. "Liquid Coincidence 5" – 18:48
3. "Liquid Coincidence 6" – 24:02
4. "Liquid Coincidence 7" – 13:38

## Personnel
- Klaus Schulze : toetsen
- Lisa Gerrard : zang

Releasedatum Verenigde Staten: 26 augustus 2008.